# 러버보이 (2011년 영화)
러버보이(Loverboy)는 스웨덴에서 제작된 카탈린 미튤레스쿠 감독의 2011년 드라마 영화이다. 조지 피스테레아누 등이 주연으로 출연하였다.

## 출연

### 주연
- 조지 피스테레아누
- 아다 콘디스쿠

### 조연
- 이온 베소이우
- 클라라 보다
- 보그단 두미트라체
- 코카 블루스